# Lou Ruvo Brain Institute

El Instituto Lou Ruvo Brain es un centro de investigación ubicado en Las Vegas, Nevada. El Instituto es centro de investigaciones e información científica para el tratamiento de las enfermedades Alzheimer, Parkinson y Huntington, y se especializa en la prevención, la detección temprana y la educación.
El Instituto inaugurado el 21 de mayo del 2010, y opera un ambulatorio de tratamientos y el instituto de investigación en el centro de Las Vegas en los terrenos del Keep Memory Alive Foundation donados por la ciudad de Las Vegas como parte de los 61 acres en Union Park Development.
El Instituto abarca aproximadamente 50,000 pies cuadrados e incluye salas de examen, oficinas para la atención de salud y los profesionales e investigadores, un "Museo de la Mente", y un auditorio. El Instituto es también sede de la Fundación Mantengamos la Memoria Viva, la Asociación de Alzheimer de Las Vegas la Asociación del Mal de Parkinson Asociación de Las Vegas
El Instituto Lou Ruvo Brain ha sido diseñado por el mundialmente renombrado arquitecto, Frank Gehry de Gehry Partners en 
Santa Mónica (California). Los proyectos de Gehry incluyen el Walt Disney Concert Hall en Los Ángeles y el Museo Guggenheim en Bilbao, España. La Revista Time nombró a Frank Gehry como uno de los “mejores arquitectos vivientes” en el mundo.
El Instituto de Alzheimer de Lou Ruvo forma una alianza con la Facultad de Medicina en la Universidad de Nevada bajo la dirección del Dr. Charles Bernick, MD, un líder en el campo de la neurología y el tratamiento, investigación y el cuidado del mal de Alzheimer. Keep Memory Alive ha mudado sus oficinas administrativas al Instituto de Alzheimer en Lou Ruvo y es el "brazo" de desarrollo del Instituto para asegurarse de que se contraten investigadores expertos y profesionales, para establecer y mantener donaciones perpetuas, y sufragar el coste operacional de la instalación. En 2005 la Legislatura de Nevada consignó 800.000 dólares para el sueldo de médicos para ayudar en la contratación de profesores/profesionales en la investigación de Alzheimer para el Instituto Lou Ruvo Alzheimer, que comenzó en el año fiscal de 2007. El 9 de febrero de 2007 inició la construcción del Instituto Lou Ruvo Brain, el costo total fue de 100 millones de dólares.